# 36 Aquilae
36 Aquilae (e Aquilae) é uma estrela na direção da Aquila. Possui uma ascensão reta de 19h 30m 39.82s e uma declinação de −02° 47′ 19.9″. Sua magnitude aparente é igual a 5.03. Considerando sua distância de 502 anos-luz em relação à Terra, sua magnitude absoluta é igual a −0.91. Pertence à classe espectral M1IIIvar.